# Cody (Nebraska)
Cody je selo u američkoj saveznoj državi Nebraska. Prema popisu stanovništva iz 2010. u njemu je živjelo 154 stanovnika.